# 穆捷马尔卡
穆捷马尔卡（法語：Moutier-Malcard，法語發音：[mutje malkaʁ]）是法国克勒兹省的一个市镇，位于该省北部，属于盖雷区。

## 地理
穆捷马尔卡（46°23'37"N, 1°56'41"E）面积25.81 平方千米，位于法国新阿基坦大区克勒兹省，该省份为法国中部省份，位于法國中央高原西北部，北起安德尔省和谢尔省，西接维埃纳省，南至科雷兹省，东临多姆山省，东北与阿列省接壤。
与穆捷马尔卡接壤的市镇（或旧市镇、城区）包括：博纳、拉塞莱特、热努亚克、莫尔特鲁、努济耶、利纳尔-马尔瓦勒。
穆捷马尔卡的时区为UTC+01:00、UTC+02:00（夏令时）。

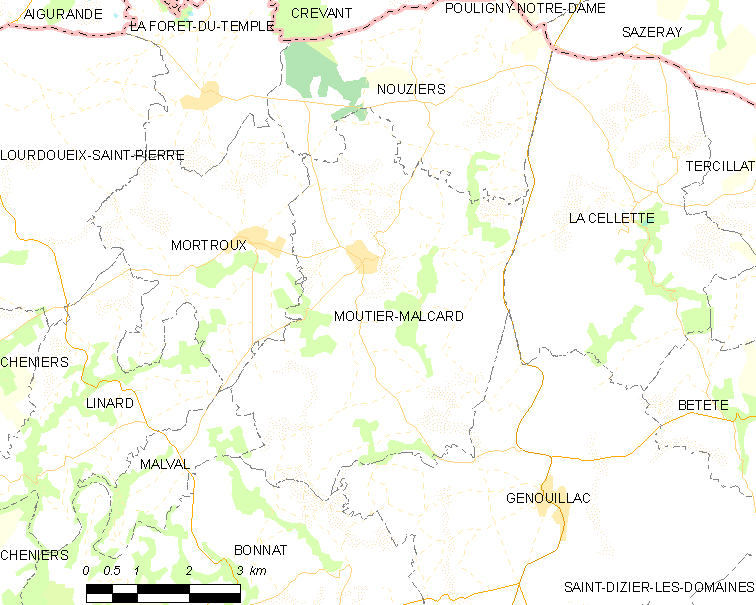
穆捷马尔卡的OSM定位图

## 行政
穆捷马尔卡的邮政编码为23220，INSEE市镇编码为23139。

## 政治
穆捷马尔卡所属的省级选区为博纳县。

## 交通
克勒兹省省道D46线、D56线和D990线在境内交汇。

## 人口

1962-2008年间穆捷马尔卡人口变化图示

穆捷马尔卡于2022年1月1日时的人口数量为558人。